# Gif-sur-Yvette

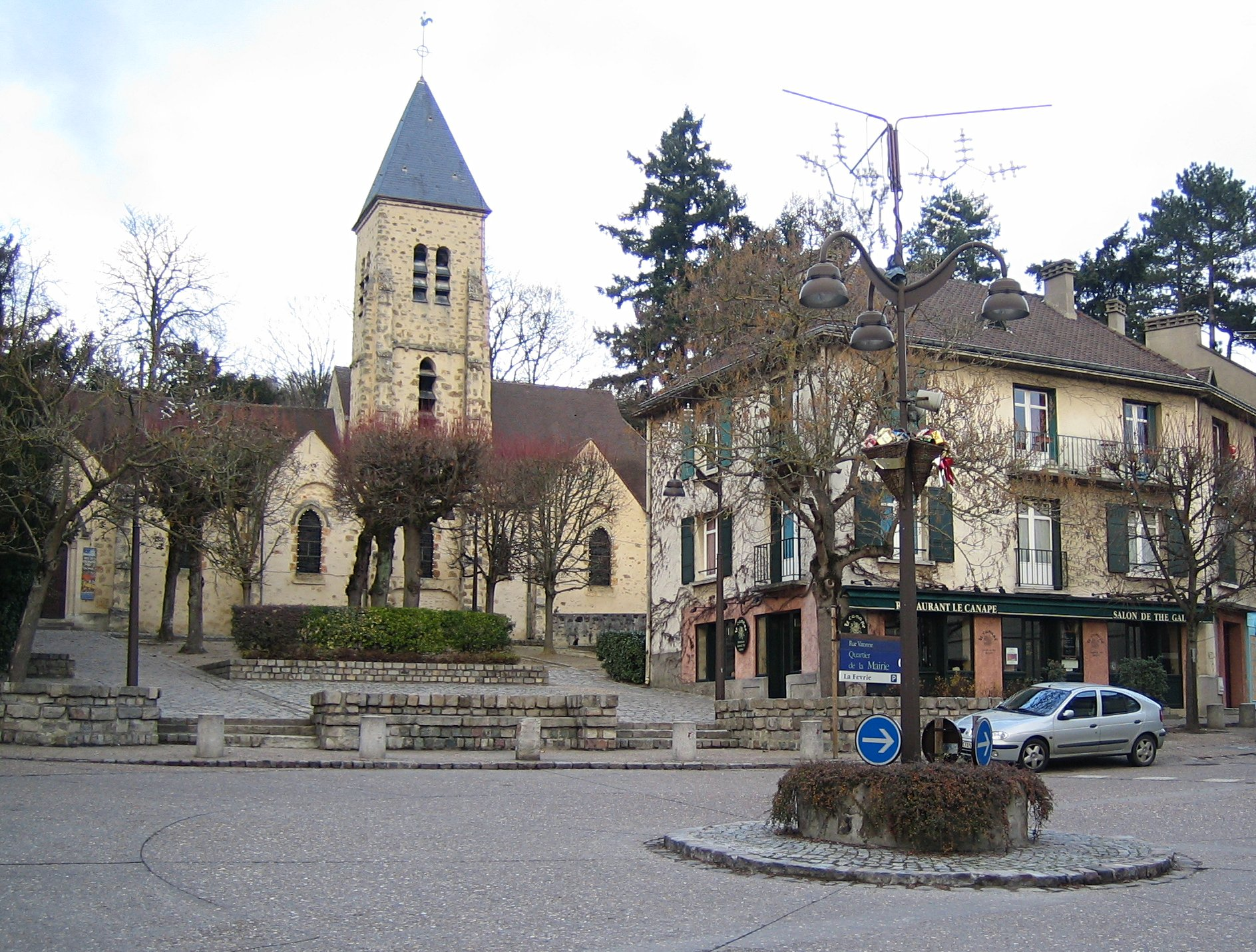
Altstadt von Gif-sur-Yvette

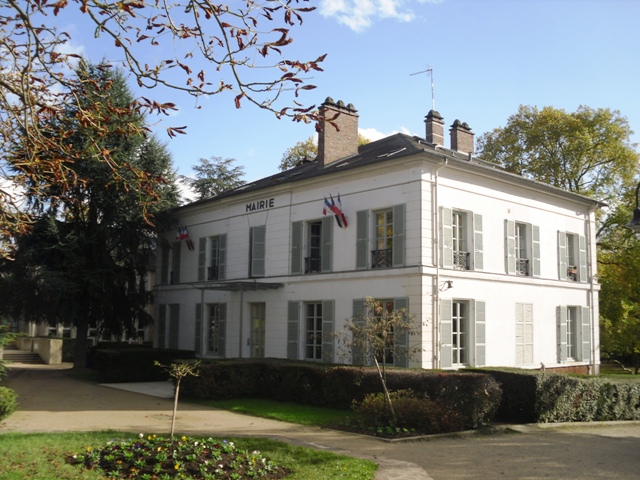
Rathaus Gif-sur-Yvette

Gif-sur-Yvette ist eine französische Stadt mit 22.578 Einwohnern (Stand 1. Januar 2022) ca. 30 km südwestlich Paris im Département Essonne in der Region Île-de-France.

## Geografie
Gif-sur-Yvette liegt 20 Kilometer südöstlich des Ballungsraumes von Paris, am Ufer des Flusses Yvette, eher ländlich, und gehört zum Regionalen Naturpark Haute Vallée de Chevreuse.

## Geschichte
Eine keltische Siedlung des 6. Jahrhunderts v. Chr. wurde im Jahr 2006 von Archäologen des staatlichen Forschungsinstitutes Inrap (Institut national de recherches archéologiques) ausgegraben. Es fanden sich die Reste von fünfzehn Häusern sowie von Werkstätten und Abfallgruben, in denen Schmuck und Keramik gefunden wurden. Die Zahl der Bewohner wird auf etwa einhundert Personen geschätzt.
Im 12. Jahrhundert wurde im heutigen Viertel L’Abbaye eine benediktinische Abtei gegründet und die naheliegenden Dörfern wurden zu wichtigen Landwirtschaftlichen Siedlungen im Hurepoix. Ab Mitte des 19. Jahrhunderts wurde die Stadt mit einer Eisenbahnlinie an Paris angeschlossen, und sie wurde zum beliebten Ort für Künstler und Schriftsteller wie Juliette Adam und Fernand Léger und das Bürgertum. Der Duke of Windsor unterhielt ab 1952 ein Anwesen in Moulin de la Tuilerie. Der Garten wurde von Russell Page gestaltet.
Ab Mitte des 20. Jahrhunderts entwickelte sich die Gemeinde rascher, mit der Ansiedlung von wichtigen naturwissenschaftlichen Forschungs- und Bildungsstätten wie die CNRS, CentraleSupélec oder die CEA. Im Süden der Stadt wurde ab 1970 Chevry, eine Siedlung nach amerikanischem Vorbild, gegründet, die die Stadtbevölkerung verdreifachte. Ab 2010 wurde im Norden der Stadt der Viertel Moulon mit Elitehochschulen und Studentenwohnungen im Rahmen des wissenschaftlichen Großprojektes Paris-Saclay gebaut.
| Amtszeit  | Name             | Position                                                 |
| --------- | ---------------- | -------------------------------------------------------- |
| 2023–     | Yann Cauchetier  | Bürgermeister                                            |
| 2001–2023 | Michel Bournat   | Bürgermeister, conseiller général                        |
| 1959–2001 | Robert Trimbach  | Bürgermeister                                            |
| 1955–1959 | Edouard Desor    | Bürgermeister, Lehrer, commandeur des Palmes académiques |
| 1947–1955 | Arthur Levasseur | Bürgermeister                                            |
| 1944–1947 | Léon Joubert     | Bürgermeister, Präsident des Befreiungskomitees          |
| 1935–1944 | Arthur Levasseur | Bürgermeister                                            |

## Städtepartnerschaften
- Olpe in Nordrhein-Westfalen, Deutschland, seit 28. Juli 2001

## Persönlichkeiten
- Juliette Adam (geborene Lambert) (1836–1936), französische Schriftstellerin, Polemikerin, republikanische Salonnière und Frauenrechtlerin, erwarb im August 1882 das Landgut der Abbaye Notre-Dame du Val de Gif, um dort eine Dependance ihres Pariser Salons einzurichten
- Fernand Léger (1881–1955), französischer Maler, hatte in Gif-sur-Yvette ein Atelier und verstarb hier
- Paul Sondaar (1934–2003), niederländischer Paläontologe

## Bildung
- CentraleSupélec
- École supérieure d’électricité
- École normale supérieure Paris-Saclay

## Verkehr
Schnellbahn:
- Anschluss an das östliche und südliche Netz des Schienenpersonennahverkehrs von Paris durch den Réseau Express Régional (RER) mit der Linie RER B

Straße:
- Autobahn: In der Nähe die beiden A 10 und A 86
- Nationalstraße: RN 118